# VfR 01 Frankfurt
VfR 01 Frankfurt was een Duitse voetbalclub uit Frankfurt am Main, meer bepaald uit het stadsdeel Bockenheim.

## Geschiedenis
De club werd opgericht op 26 augustus 1919 door een fusie tussen Frankfurter FV Amicitia und 1902 en Bockenheimer FVgg Germania 1901. Deze laatste club was zelf al een fusie tussen FC Germania 1901 Bockenheim en Bockenheimer FVgg 01.
De club startte in de nieuwe Noordmaincompetitie en werd meteen derde achter Frankfurter FV en FSV Frankfurt. Na nog een gedeelde derde plaats werd de competitie opgenomen in de overkoepelende Maincompetitie, die eerst uit vier reeksen bestond en over twee jaar werd teruggebracht naar één reeks. In het tweede seizoen werd de club slechts vijfde en enkel de top vier plaatste zich waardoor ze naar de tweede klasse degradeerden. Na één seizoen promoveerde de club weer maar kon het behoud niet verzekeren. 
In 1926 fuseerde de club met FC Helvetia 02 Frankfurt en werd zo SG Rot Weiß Frankfurt. 